# Зелений Луг (Долинський район)
Зелений Луг — колишній населений пункт в Кіровоградській області.

## Стислі відомості
Входило до складу Іванівської сільської ради Долинського району Кіровоградської області.
В часі Голодомору 1932—1933 років нелюдською смертю померло не менше 1 людини.
Дата зникнення станом на листопад 2022 року невідома.